# Resolutie 556 Veiligheidsraad Verenigde Naties
Resolutie 556 van de Veiligheidsraad van de Verenigde Naties werd aangenomen op 23 oktober 1984. Dat gebeurde met veertien stemmen voor en een onthouding van de Verenigde Staten.

## Achtergrond
Na de Tweede Wereldoorlog werd in Zuid-Afrika het apartheidssysteem ingevoerd waarbij blank en zwart volledig van elkaar gescheiden moesten leven maar die eersten wel bevoordeeld werden. Het ANC,  waarvan ook Nelson Mandela lid was, was fel tegen dit systeem. Ook in de rest van de wereld werd het afgekeurd, wat onder meer tot sancties tegen Zuid-Afrika leidde. Tegenstanders van de apartheid werden op basis van de apartheidswetten streng gestraft.

## Inhoud
De Veiligheidsraad:
- Herinnert aan resolutie 554 en de resoluties 38/11 en 39/2 die verklaarden dat de zogenaamde "nieuwe grondwet" in strijd met het Handvest van de Verenigde Naties is.
- Herbevestigt de Universele verklaring van de rechten van de mens, in het bijzonder artikel °21 paragrafen °1 en °3 waar iedereen het recht heeft deel te nemen aan de regering van zijn land.
- Is gealarmeerd door de verslechterde situatie in Zuid-Afrika; vooral het doden van betogers en stakers en de virtuele krijgswet bestemd om de brutale repressie van de zwarte bevolking te vergemakkelijken.
- Is erg bezorgd over de willekeurige arrestaties van organisaties en de sluiting van scholen en universiteiten.
- Prijst het massale verzet van de onderdrukten in Zuid-Afrika waaronder de staking van honderdduizenden zwarte studenten tegen de nieuwe grondwet.
- Prijst ook de Aziatische- en gekleurde gemeenschappen in Zuid-Afrika voor de grootschalige boycot van de "verkiezingen" waarmee de nieuwe grondwet duidelijk verworpen werd.
- Herbevestigt de wettigheid van de strijd van de onderdrukten in Zuid-Afrika voor zelfbeschikking en een niet-raciale maatschappij in een onverdeeld Zuid-Afrika.
- Overtuigt dat het negeren van de publieke opinie van de wereld en het instellen van de verworpen nieuwe grondwet de situatie zal doen escaleren.

1. Herhaalt haar veroordeling van de apartheid, een systeem dat als een misdaad tegen de menselijkheid wordt gezien.
2. Veroordeelt verder de slachtingen onder de onderdrukten en de willekeurige arrestaties.
3. Eist een onmiddellijk einde aan de slachtingen en de vrijlating van alle politiek gevangenen.
4. Herbevestigt dat enkel de afschaffing van apartheid en de oprichting van een democratische maatschappij een oplossing is.
5. Dringt er bij alle landen en organisaties op aan de onderdrukten in Zuid-Afrika bij te staan.
6. Eist de onmiddellijke afschaffing van de apartheid als noodzakelijke stap naar zelfbeschikking en eist daarom:
a. De ontmanteling van de thuislanden en het stoppen van de verplaatsing van de inheemse Afrikaanse bevolking.
b. De afschaffing van de ban en beperkingen op politieke organisaties, partijen, individuen en media tegen apartheid.
c. De ongehinderde terugkeer van alle bannelingen.
7. Vraagt de secretaris-generaal te rapporteren over de uitvoering van deze resolutie.
8. Besluit op de hoogte te blijven.

## Verwante resoluties
- Resolutie 547 Veiligheidsraad Verenigde Naties
- Resolutie 554 Veiligheidsraad Verenigde Naties
- Resolutie 558 Veiligheidsraad Verenigde Naties
- Resolutie 560 Veiligheidsraad Verenigde Naties

Lijst ·  546 ·  547 ·  548 ·  549 ·  550 ·  551 ·  552 ·  553 ·  554 ·  555 ·  556 ·  557 ·  558 ·  559